# Bandid Jaiyen
Bandid Jaiyen (Thai: บัณฑิต ใจเย็น; * 5. März 1950) ist ein ehemaliger thailändischer Badmintonnationalspieler.

## Sportliche Karriere
In seiner Heimat siegte er erstmals 1968 im Mixed mit Pachara Pattabongse. Zwei Jahre später gewann er bei den thailändischen Meisterschaften das Herrendoppel mit Sangob Rattanusorn. 1971 und 1972 verteidigten beide diesen Titel. 1974 war er  erneut im Doppel erfolgreich, diesmal mit Pichai Kongsirithavorn an seiner Seite. Von 1977 bis 1980 siegte er viermal in Folge mit Preecha Sopajaree. Im Einzel wurde er von 1971 bis 1976 ununterbrochen Meister in Thailand. 
Bei den Olympischen Sommerspielen 1972, wo Badminton als Demonstrationssportart ausgetragen wurde, schied er im Viertelfinale des Einzels gegen Svend Pri aus. Die Canadian Open gestaltete er 1976 siegreich. Bei den Südostasienspielen 1971 holte er Bronze. Ein Jahr zuvor erkämpfte er sogar Silber bei den Asienspielen im Mixed mit Pachara Pattabongse.

## Referenzen
- Jack Van Praag: National and International News, Badminton USA, Mai 1973, 10.
- Pat Davis: The Guinness Book of Badminton (Enfield, Middlesex, England: Guinness Superlatives Ltd., 1983) 125, 126.
- Malaysia and Thailand Share Southeast Asian Titles, World Badminton, Februar 1976, 15.
- World Champions are Defeated in New Zealand, World Badminton, Oktober–November 1977, 10.
- https://www.siamsport.co.th/column/detail/1557

| Personendaten    | Personendaten                   |
| ---------------- | ------------------------------- |
| NAME             | Jaiyen, Bandid                  |
| ALTERNATIVNAMEN  | บัณฑิต ใจเย็น                      |
| KURZBESCHREIBUNG | thailändischer Badmintonspieler |
| GEBURTSDATUM     | 5. März 1950                    |